# Abwasserreinigungsanlage Dornbirn-Schwarzach

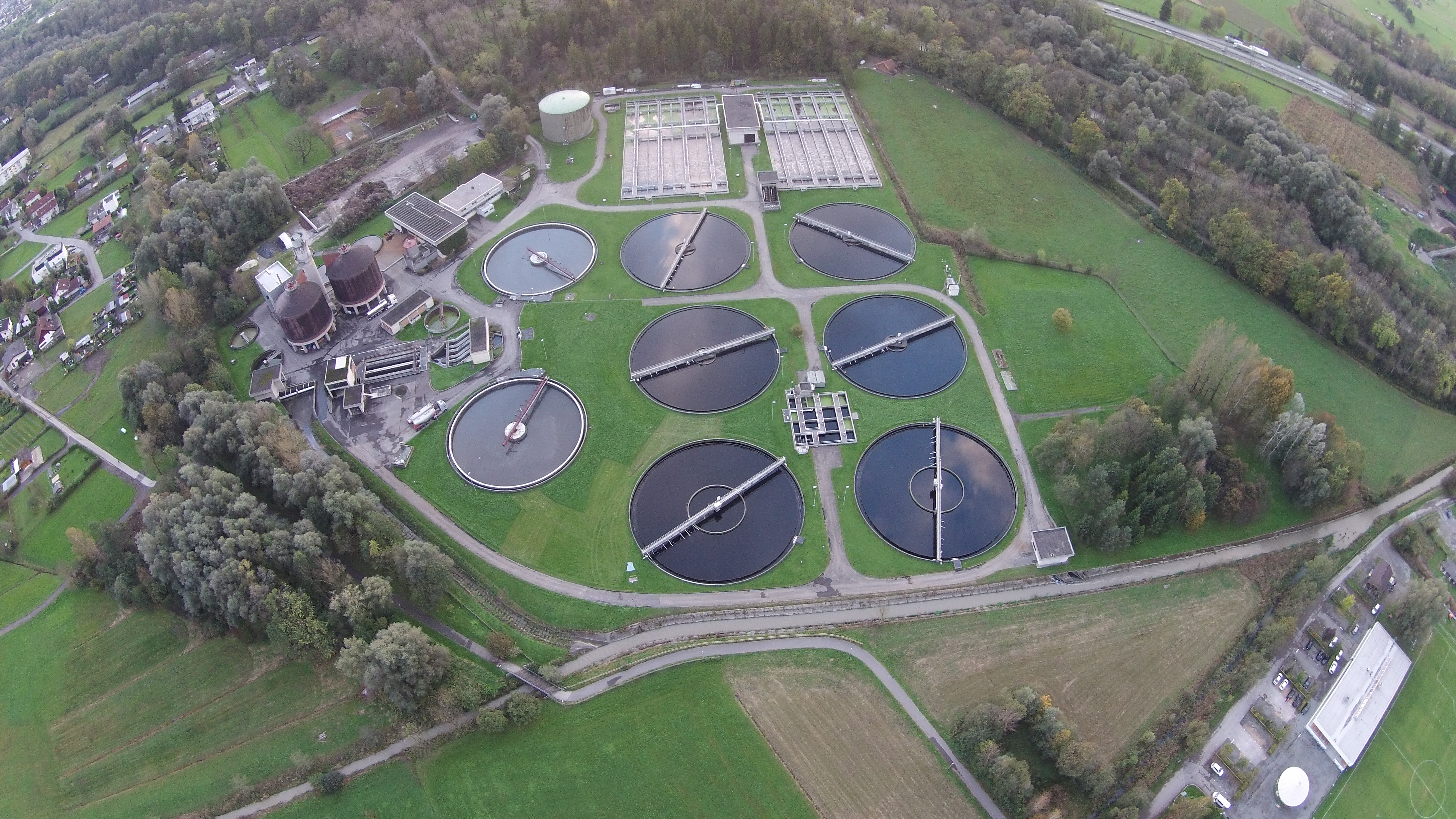
Luftaufnahme ARA Dornbirn-Schwarzach.

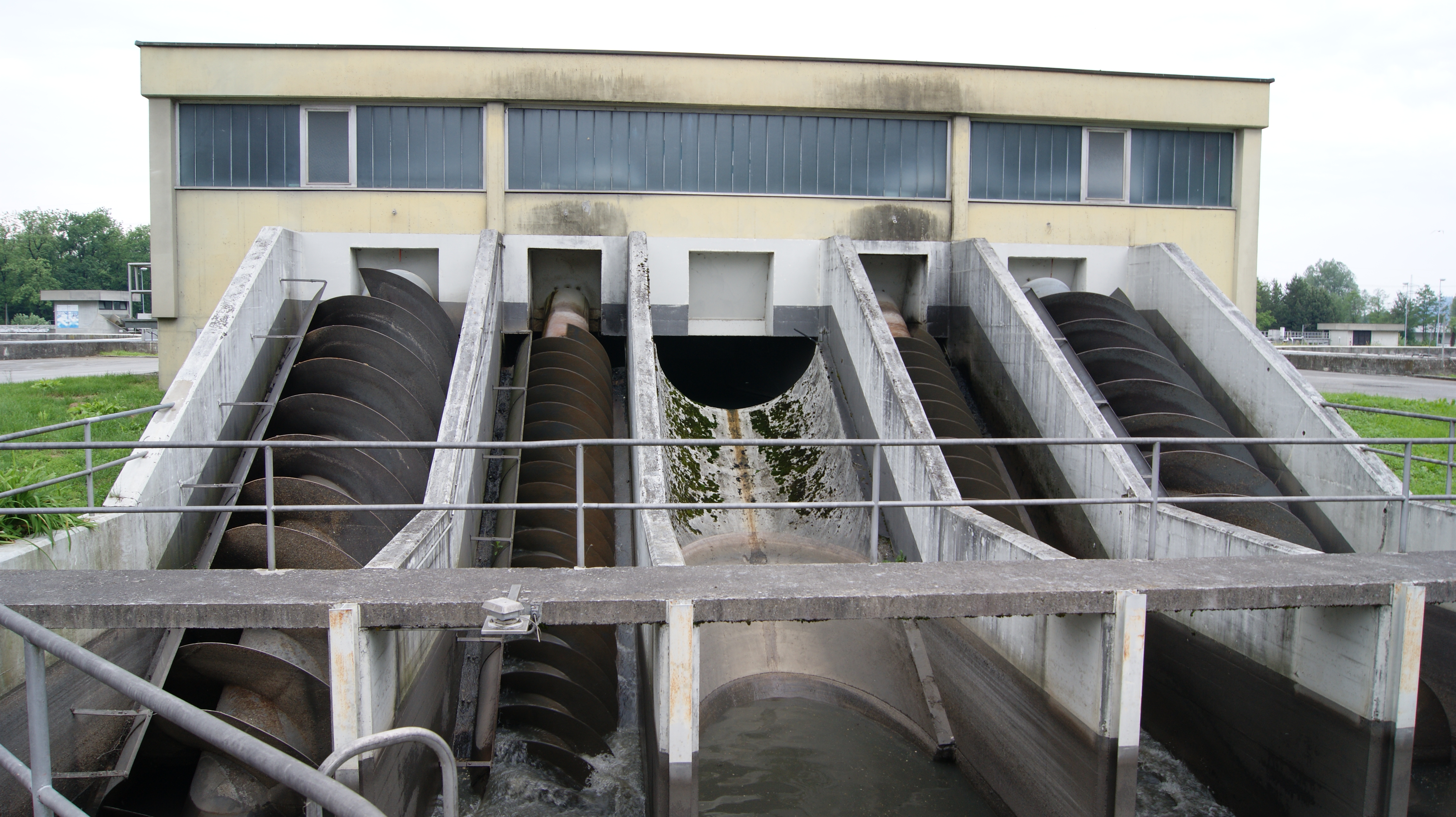
Schneckenpumpwerk zur Anhebung des einfließenden Abwassers.

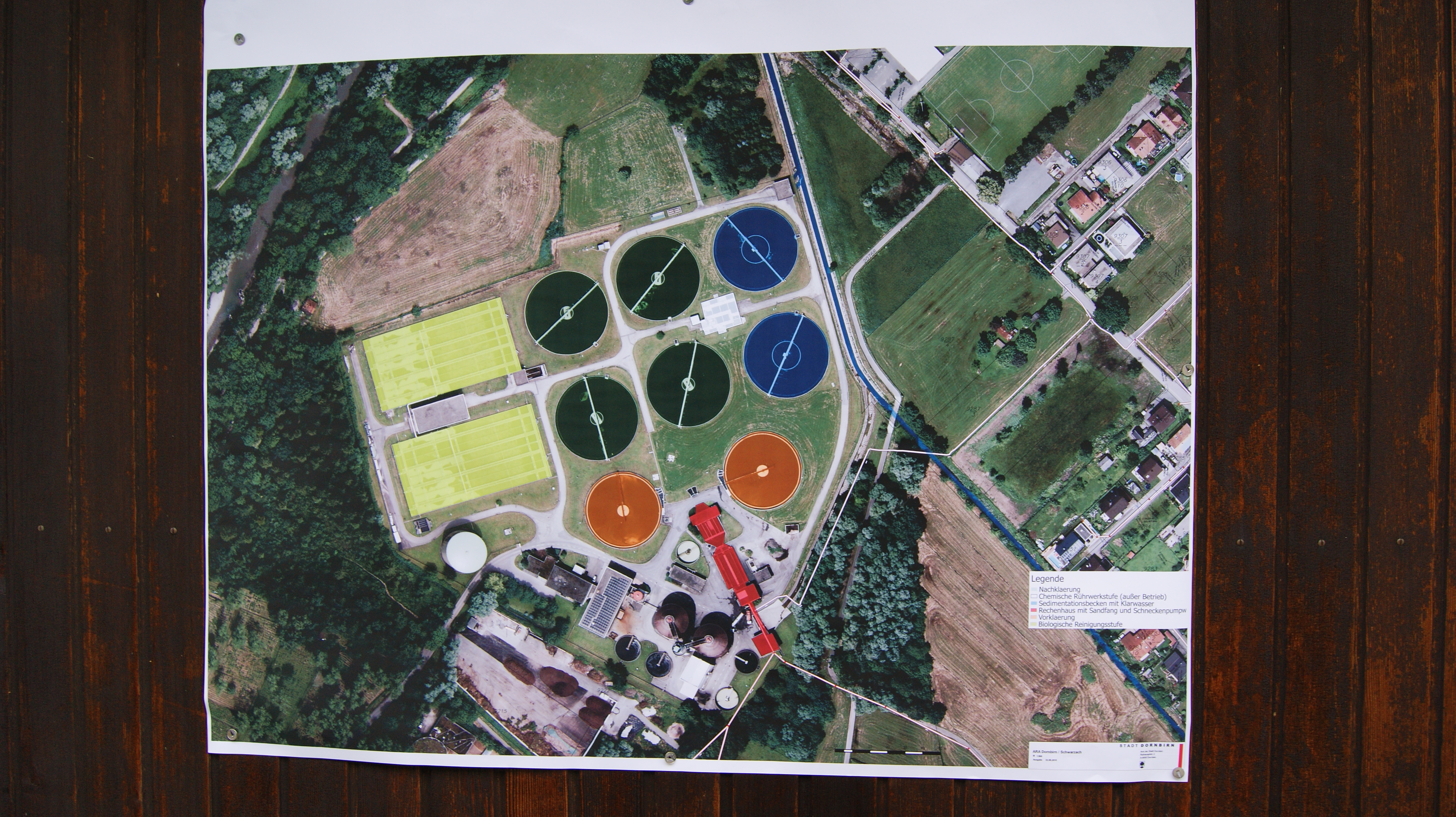
Übersichtsplan der ARA Dornbirn-Schwarzach.

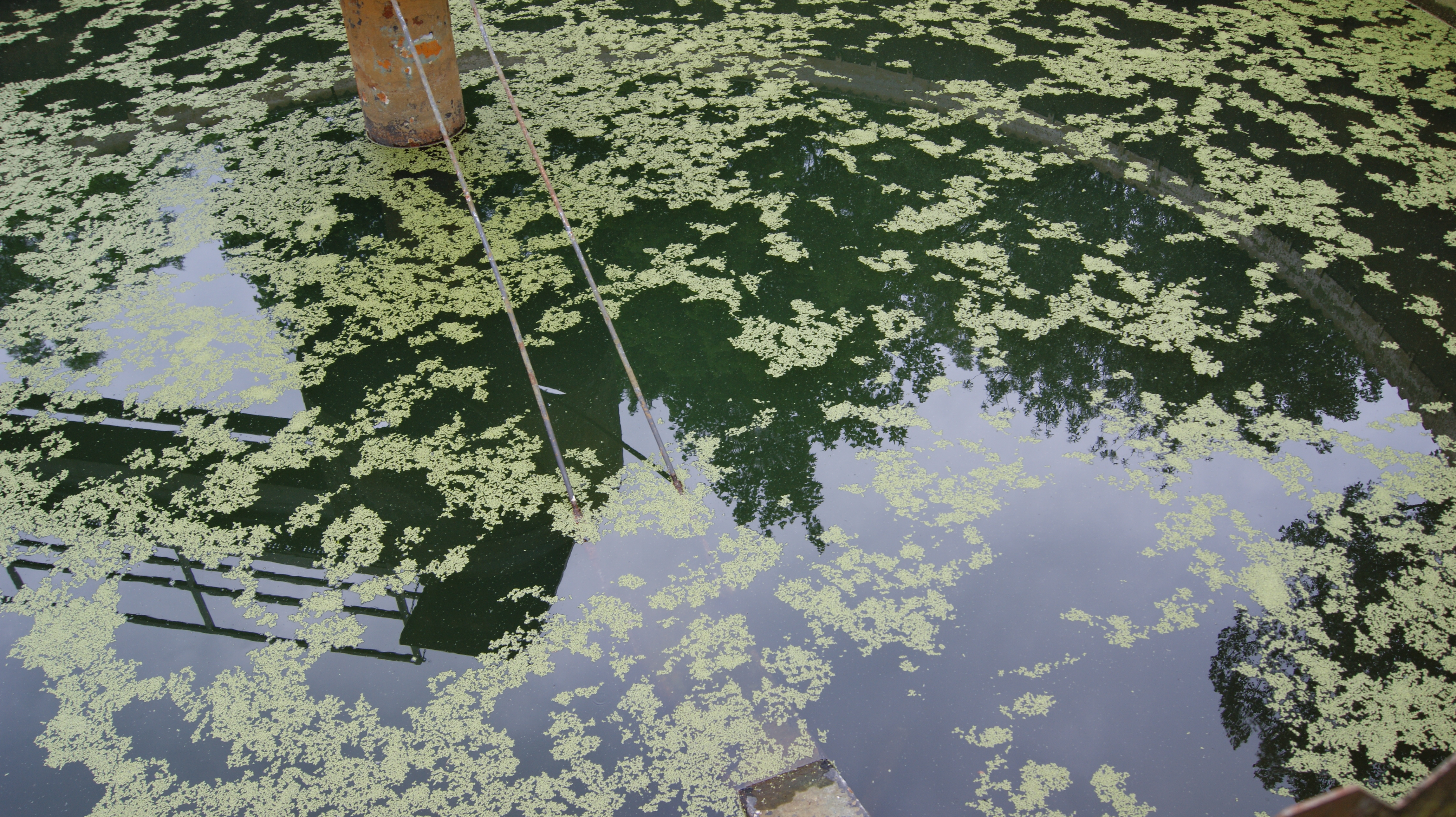
Wasserlinsen zur Unterstützung der biologischen Reinigung des Abwassers.

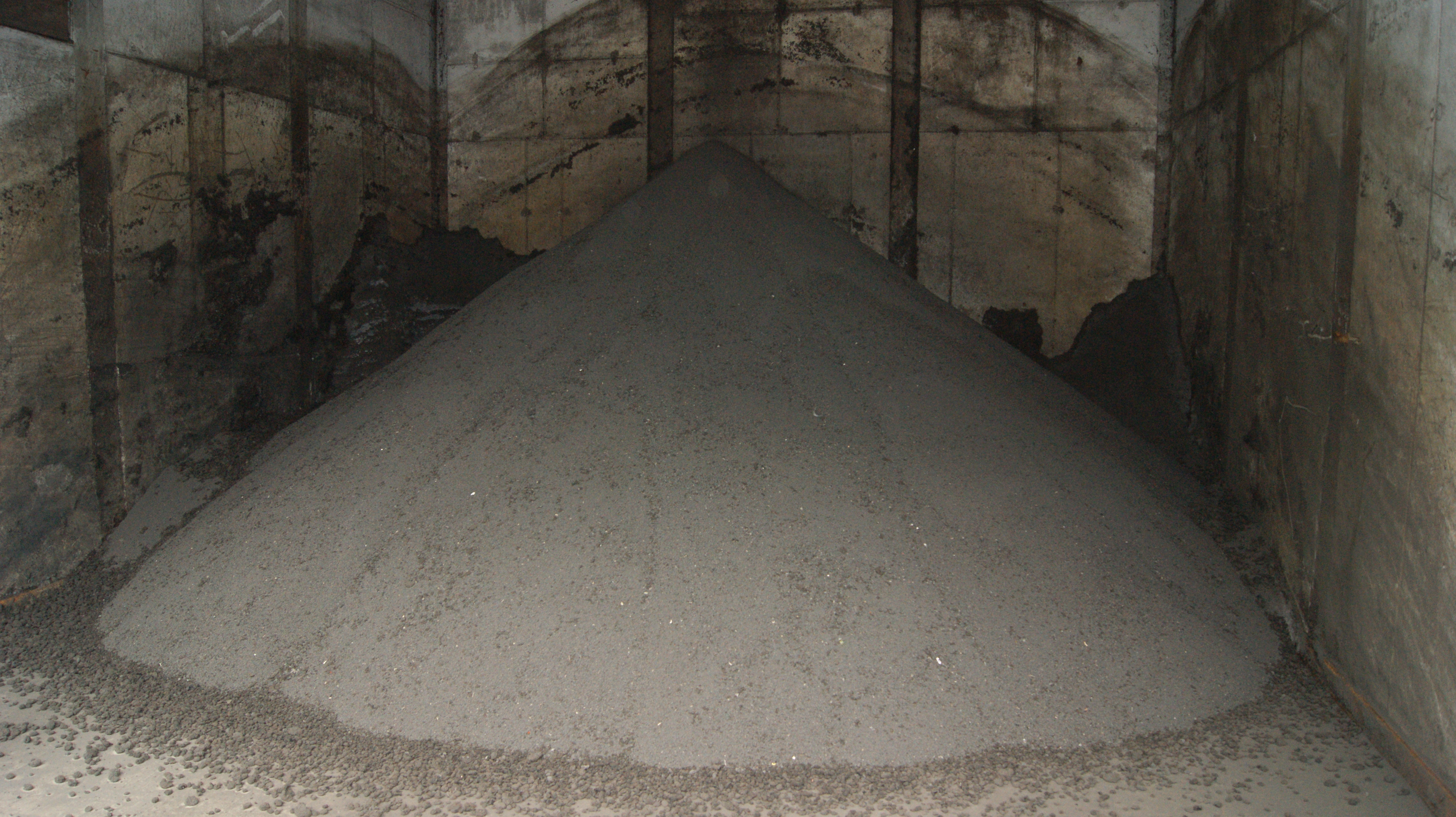
Trockengranulat aus veredeltem Klärschlamm.

Die Abwasserreinigungsanlage Dornbirn-Schwarzach (ARA Dornbirn-Schwarzach) ist die zentrale Kläranlage für die Stadt Dornbirn im Bezirk Dornbirn und die Gemeinde Schwarzach im Bezirk Bregenz in Vorarlberg (Österreich). Die Anlage erfasst in Dornbirn 98 % aller Kanalanschlüsse.
Die ARA Dornbirn-Schwarzach befindet sich im Dornbirner Stadtteil Rohrbach, etwa 2,3 km Luftlinie vom Stadtzentrum entfernt, an einem der tiefsten Punkte des besiedelten Gemeindegebietes auf 409 m ü. A. Die Anlage wird von der Abwasserreinigung Region Dornbirn-Schwarzach Ges.m.b.H betrieben.
Die ARA Dornbirn-Schwarzach ist die drittgrößte Anlage in Vorarlberg und die einzige, welche eine Klärschlamm-Trocknungsanlage betreibt.

## Geschichte
Im September 1954 wurde vom Dornbirner Stadtrat der Beschluss gefasst, eine umfangreiche Kanalisation anzulegen. 1976 umfasste das Kanalisationsnetz rund 100 km, 1990 rund 150 km und 2015 rund 350 km.
Die ARA Dornbirn-Schwarzach wurde 1969/1970 gebaut und umfasste damals die mechanische Reinigung und aerobe Schlammstabilisierung mit max. 4200 l/s. Bis dahin flossen viele Abwässer weitgehend ungeklärt über verschiedene Gewässer in den Bodensee.
1983 erfolgte der Vollausbau mit mechanischer, biologischer und chemischer Reinigungsstufe für maximal 1864 l/s.
1991–1993 wurde die Anlage mit einer Fließbett-Wirbelschicht-Klärschlammtrocknungsanlage ausgestattet. Die mechanische Reinigungsstufe wurde an den Stand der Technik angepasst.
2003/2004 wurde die Anlage, da die früheren Textilindustriebetriebe im Laufe der Jahrzehnte aufgelassen oder insolvent wurden, verkleinert und an den Stand der Technik angepasst (max. 1552 l/s).

## Technische Daten
Die Anlage reinigt das Abwasser für über 51.000 Einwohner und die Abwässer der hier befindlichen Unternehmen (rund 98 % des anfallenden Abwassers). Die Kapazität des Klärwerks ist heute überdimensioniert und entspricht 150.000 Einwohnergleichwerten, da früher durch die Textilindustrie hohe chemische Belastungen des Abwassers bestanden. Die drei Stufen der ARA, mechanisch, biologisch und chemisch, sind baulich getrennte Anlagenteile. Die chemische Reinigungsstufe ist nicht mehr in Betrieb, da mit den mechanischen und biologischen Reinigungsstufen das Auslangen gefunden wird.
Die durchschnittliche Verweildauer des Wassers beträgt etwa fünf Tage.

### Abwasserreinigungsanlage
- Baujahr: 1969/1970 mit Erweiterungen
- Jährliche Abwasseraufbereitung: 11 Millionen m3 (Stand: 2014)
- Energieverbrauch (elektrisch): etwa 14 Millionen kWh
- Energie-Eigendeckungsgrad für die Klärschlammtrocknung mit Faulgas: 60 bis 70 %
- Schneckenpumpwerk zur Niveauanhebung
  - Archimedische Schrauben: 4 Stk.
  - Leistung: 2 × 1400 l/s und 2 × 450 l/s.
- Vorklärbecken 1 bis 3
  - Inhalt: 3000 m3
  - Baujahr 1969/70
- Biologische Reinigungsbecken
  - Inhalt: etwa 32.000 m3
  - Umwälzung: etwa 100 Rührwerke
- Nachklärbecken 1 bis 4
  - Durchmesser: 48 m
  - Inhalt: 5400 m3
- Faulturm 1 und 2
  - Inhalt: je 5000 m3
  - Verweildauer Inhalt: etwa 21 Tage
  - Gasgewinnung: etwa 3000 m3 pro Tag
- Gasometer
  - Inhalt: 5000 m3
  - Druck: 0,35 mbar
  - Gegengewicht: etwa 80 to (Stahlplatte)
- Regen-Notüberlauf: 8300 l/s
- Chemische Reinigungsstufe: außer Betrieb
- Voreindickerbecken 1 und 2: außer Betrieb
  - Inhalt: 530 m3
- Nacheindickerbecken 1 und 2
  - Inhalt: 660 m3

### Klärschlammtrocknungsanlage
- Baujahr: 1991/1993
- Hersteller: Andritz AG
- Kapazität (in Verwendung): etwa 7 to / Tag

#### Schlamm
- Jahresmenge: 12500 t/Jahr
- Schlammart: gefault
- Entwässerung: auf 26 % TS

#### Trocknung
- Schlammdurchsatz mit 26 % TS: 2200 kg/h
- Wasserverdampfleistung: 1650 kg/h
- Energiebereitstellung: Rauchgas 360 °C
- thermischer Energiebedarf: 1360 kW
- Trockengranulaterzeugung: max. 550 kg/h
- Trockenrückstand im Endprodukt: 75–90 % TS
- Korngröße: 0,5–5 mm

#### Anlagenbetrieb
- Personalbedarf Tagschicht: 1
- Personalbedarf Nachtschicht: 0 (vollautomatisch)
- Betriebszeit: 24 h/Tag
- Verfügbarkeit: 8000 h/Jahr

### Regenerative Energiegewinnung

#### Faulgas
Im Zusammenhang mit der Abwasserreinigung wird in den Faultürmen Gas gewonnen, welches zu etwa 60 bis 70 % den Energiebedarf für die Klärschlammtrocknung abdeckt.

#### Solarenergie
Auf dem Betriebsgelände befindet sich eine 20-kWp-Photovoltaikanlage.

## Kulturelles und Mediales
Die Abwasser-Reinigungs-Anlage in Dornbirn war Drehort für den ORF-Landkrimi „Alles Fleisch ist Gras“.